# Yepcalphis suffusa
Yepcalphis suffusa là một loài bướm đêm trong họ Noctuidae.